# Катобаљи (Анкона)
Катобаљи је насеље у Италији у округу Анкона, региону Марке.
Према процени из 2011. у насељу је живело 143 становника. Насеље се налази на надморској висини од 407 м.